# Confederación Sudamericana de Fútbol de Salón
La Confederación Sudamericana de Futsal o Confederación Sudamericana de Futbol de Salón, ("Confederazione Sudamericana del Football Sala", CSFS) è un organismo internazionale che si occupa in via ufficiale della gestione del football sala a livello del continente sudamericano dalla sua fondazione, nel 1965.
La Confederazione è stato il primo organismo internazionale di Football Sala a formarsi, uniformando così il gioco per tutto il subcontinente sudamericano, culla di questo sport. La sede fu stabilita ad Asunción, in Paraguay, e nello stesso anno, sempre ad Asunción, fu indetta la prima edizione del Campeonato Sul-Americano che vide partecipare i padroni di casa, il Brasile, l'Argentina e l'Uruguay che rappresentavano le nazioni dove lo sport si era maggiormente radicato.
La confederazione fu poi una delle principali artefici della creazione, nel 1971 della FIFUSA dato l'aumentare dell'interesse anche in Europa, con lo sbarco del gioco principalmente in Spagna e nell'area del Benelux. Per tutti gli anni '70 e '80 ha gestito le varie edizioni del campionato sudamericano e nel ventunesimo secolo si occupa di tutte le manifestazioni internazionali del continente sudamericano per il football sala  nella versione della Asociación Mundial de Futsal.